# José Belvino do Nascimento
José Belvino do Nascimento (ur. 29 grudnia 1932 w Mercês, zm. 8 stycznia 2019) – brazylijski duchowny rzymskokatolicki, w latach 1989–2000 biskup Divinópolis.

## Życiorys
Święcenia kapłańskie przyjął 2 grudnia 1956. 27 czerwca 1981 został prekonizowany biskupem Itumbiara. Sakrę biskupią otrzymał 29 września 1981. 6 lutego 1987 został mianowany biskupem koadiutorem Patos de Minas, a 27 lutego 1989 biskupem Divinópolis. 11 lutego 2009 przeszedł na emeryturę.